# 山西苯胺泄漏事件
山西苯胺泄漏事件，是指发生在2012年12月31日，山西省长治市潞城市天脊煤化工公司发生苯胺泄漏事故。该泄露给浊漳河下游、河北邯郸市等地水源地造成威胁。
事情公布后，河北邯郸市关闭铁西水厂，致使邯郸民众发生恐慌，大量购买矿泉水。出事时隔五天，山西省才向下游的河北省进行通报。1月6日，长治官方否认事故晚报五天，称发生污染后，只要污染不出长治边界就不用往省里报，自己处理就行。2013年1月8日，水质合格、恢复供水。2013年2月，《每日经济新闻》记者从新华社报道获悉，2月20日官方正式对外公布山西省“12·31”苯胺泄漏事件的真实调查结果，认定苯胺泄漏总量为319.87吨，流出厂区134.29吨，其中流入浊漳河8.76吨。